# Preneopogon
Preneopogon és un gènere d'arnes de la família Crambidae.

## Taxonomia
- Preneopogon barbata Warren, 1896
- Preneopogon catenalis (Wileman, 1911)
- Preneopogon progonialis (Hampson, 1898)